# Callomenus

Callomenus (лат.) — невалидный род вымерших сумчатых млекопитающих из семейства Palaeothentidae отряда ценолестов.
Родовое название Callomenus ввёл Флорентино Амегино в 1891 году, описав ископаемый вид Callomenus intervalatus, а позже и ряд других, отнеся их к этому роду. В 1914 году Лумис описал вид Callomenus praecursor. В дальнейшем все эти названия были признаны младшими синонимами и распределены по разным родам (Acdestis, Acdestoides, Palaeothentes).

## Синонимы
- Callomenus intervalatus Ameghino, 1891 = Acdestis oweni (Ameghino, 1887)
- Callomenus ligatus Ameghino, 1894, частью = Acdestis oweni (Ameghino, 1887)
- Callomenus ligatus Ameghino, 1894, частью = Palaeothentes lemoinei (Ameghino, 1887)
- Callomenus robustus Ameghino, 1894 = Acdestis oweni (Ameghino, 1887)
- Callomenus praecursor Loomis, 1914 = Acdestoides praecursor (Loomis, 1914)[2]